# Милош Мијалковић
Милош Мијалковић (8. март 1978) је бивши српски џудиста, освајач медаље на Европском првенству и учесник олимпијских игара. Потиче из познате џудо породице Мијалковић.
На Универзијади 2001. освојио је бронзану медаљу, а на Медитеранским играма сребро. Исте године заузео је пето место на Европском првенству. На Светском првентву 2003. такође је био пети. Учествовао је на Олимпијским играма у Атини 2004. као једини представник Србије и Црне Горе у џудоу. У првом колу је славио, али у другом бива заустављен. На Медитеранским играма у Алмерији 2005. освојио је златну медаљу. Београд је био домаћин Европског првенства 2007. где је Мијалковић освојио сребрну медаљу, једину медаљу за земљу домаћина. То је била такође прва Европска медаља за српски мушки џудо после десет година. Пораз у првом колу на Европском првенству 2008. коштао га је пласмана на Олимпијске игре у Пекингу. Другу титулу првака Медитеранских игара освојио је 2009. у Пескари.